# Championnats d'Asie de karaté 1993
Navigation
Édition suivante
Les championnats d'Asie de karaté 1993 ont lieu en novembre 1993 à Taipei, à Taïwan. Il s'agit de la première édition des championnats d'Asie de karaté.